# Miguel Pastor
Miguel Rodrigo Pastor Mejía (San Pedro Sula, Cortés, 1 de febrero de 1965) es un político, licenciado en finanzas y empresario hondureño.
En febrero del 2005 participó como precandidato del movimiento interno, "Nuevo Tiempo", en las elecciones primarias del Partido Nacional de Honduras en las que resultó triunfador Porfirio Lobo Sosa, en el proceso electoral, por un margen bastante amplio, debido a su poca transparencia en la gestión como alcalde del municipio de Tegucigalpa, M.D.C., y muchos de sus detractores le achacaban por ser parte de la juventud del Partido Liberal de Honduras, donde militó durante gran parte de su vida.
Fungió como Secretario de Estado en los despachos de obras públicas, transporte y vivienda de la República de Honduras, tras ser nombrado desde el veintisiete de enero por el gobierno de Porfirio Lobo Sosa quien resultó vencedor en las elecciones celebradas en el 2009 y fue alcalde del Distrito Central en el periodo presidencial del entonces presidente constitucional de Honduras, Ricardo Maduro.

## Infancia y juventud
Su padre fue Sebastián Rodolfo Pastor Melgem, originario de San Pedro Sula, Cortés y su madre Rosa Amalia Mejía. Desde muy joven y a raíz de la pérdida de su padre que falleció a causa de la leucemia, se trasladó, junto a su madre y sus hermanos Mayra y Sebastián a Nueva Orleans. En esa ciudad empezó a trabajar y a ganarse la vida, después se traslada a Tegucigalpa donde realizó su educación secundaria en el Instituto Salesiano San Miguel y culminó sus estudios universitarios en la Universidad de Trujillo, en el departamento de Colón, por razones de negocios.

## Cargos públicos
- Presidente de la Juventud Nacionalista
- Presidente del Comité Local
- Presidente del Comité Central del Partido Nacional de Honduras
- Alcalde de la ciudad capital de la república de Honduras
- Coordinador Territorial en Campaña del Partido Nacional elecciones 2009
- Secretario en los Despachos de Obras Públicas y Transporte
- Precandidato Presidencial por el Movimiento Por Mi País del Partido Nacional Elecciones Internas 2012

## Ministro
Miguel Pastor fue nombrado Secretario de Estado en los Despachos de Obras públicas Transporte y Vivienda de la República de Honduras, en el gobierno de Porfirio Lobo, fue Cesado del Cargo el 7 de marzo de 2012, luego que según muchos analistas dijeran que se había iniciado la cacería política. 

## Actualidad
Actualmente Pastor se encuentra en prisión por motivos de lavado de activos.